# Bayeriola erysimi
Bayeriola erysimi är en tvåvingeart som först beskrevs av Rubsaamen 1914.  Bayeriola erysimi ingår i släktet Bayeriola och familjen gallmyggor. Inga underarter finns listade i Catalogue of Life.